# Alice Marble
Alice Marble (Beckwourth, 28 de Setembro de 1913 — Palm Springs, 13 de Dezembro de 1990) foi uma tenista profissional estadunidense.

## Grand Slam finais

### Simples (5 títulos)
| Ano  | Campeonato  | Oponente          | Placar         |
| 1936 | US Open     | Helen Hull Jacobs | 4–6, 6–3, 6–2  |
| 1938 | US Open (2) | Nancye Wynne      | 6–0, 6–3       |
| 1939 | Wimbledon   | Kay Stammers      | 6–2, 6–0       |
| 1939 | US Open (3) | Helen Hull Jacobs | 6–0, 8–10, 6–4 |
| 1940 | US Open (4) | Helen Hull Jacobs | 6–2, 6–3       |